# Granica św. Jana Chrzciciela
Granica św. Jana Chrzciciela – średniowieczne oznakowanie zasięgu ziem księstwa biskupiego biskupów wrocławskich na granicy z księstwem ziębickim i z księstwem brzeskim.
W 1198 r. książę opolski Jarosław został dziesiątym biskupem wrocławskim i w tym samym roku w testamencie zapisał ziemię nyską biskupom wrocławskim jako uposażenie biskupstwa wrocławskiego. W latach 1280. nasilił się spór majątkowy biskupa wrocławskiego Tomasza II z księciem wrocławskim Henrykiem IV Probusem. W 1287 r. w Raciborzu doszło do ugody pomiędzy Henrykiem IV i Tomaszem II, do czego przyczynił się arcybiskup gnieźnieński Jakub Świnka, obiecując Henrykowi IV poparcie i wstawiennictwo u papieża w staraniach o koronację na króla Polski. W 1290 r. Henryk IV udzielił przywileju biskupstwu wrocławskiemu, nadając niezależność od władzy książęcej w kasztelani nysko – otmuchowskiej i prawo tytułowania się książętami.
By nie było wątpliwości, co do prawa biskupów do ziemi nysko-otmuchowskiej, Tomasz II nakazał oznakować zasięg ziem księstwa biskupiego w pobliżu wszystkich ważniejszych traktów prowadzących z Otmuchowa do Ziębic i z Nysy do Wrocławia czworograniastymi granitowymi słupami – czterema na granicy zachodniej z księstwem ziębickim i dwoma na północnej granicy z księstwem brzeskim. Limes nazwano Granicą świętego Jana Chrzciciela od patrona diecezji wrocławskiej. Granica została oznakowana w latach 1290-1320.
Na jednym z boków każdego słupa wyryto w trzech rzędach rozdzielonych podwójną linią łaciński napis: TMI / SCI / IOHIS (Granica / Świętego / Jana), na drugim pastorał (atrybut władzy biskupiej), na trzecim symbol X używany znakowania granic od starożytności.
Księstwo biskupie przetrwało do 1810 r., gdy władze pruskie przeprowadziły sekularyzację.